# Ameiva major
Ameiva major är en ödleart som beskrevs av  Duméril och BIBRON 1839. Ameiva major ingår i släktet Ameiva och familjen tejuödlor. IUCN kategoriserar arten globalt som utdöd. Inga underarter finns listade i Catalogue of Life.